# Berłóweczka rudawa

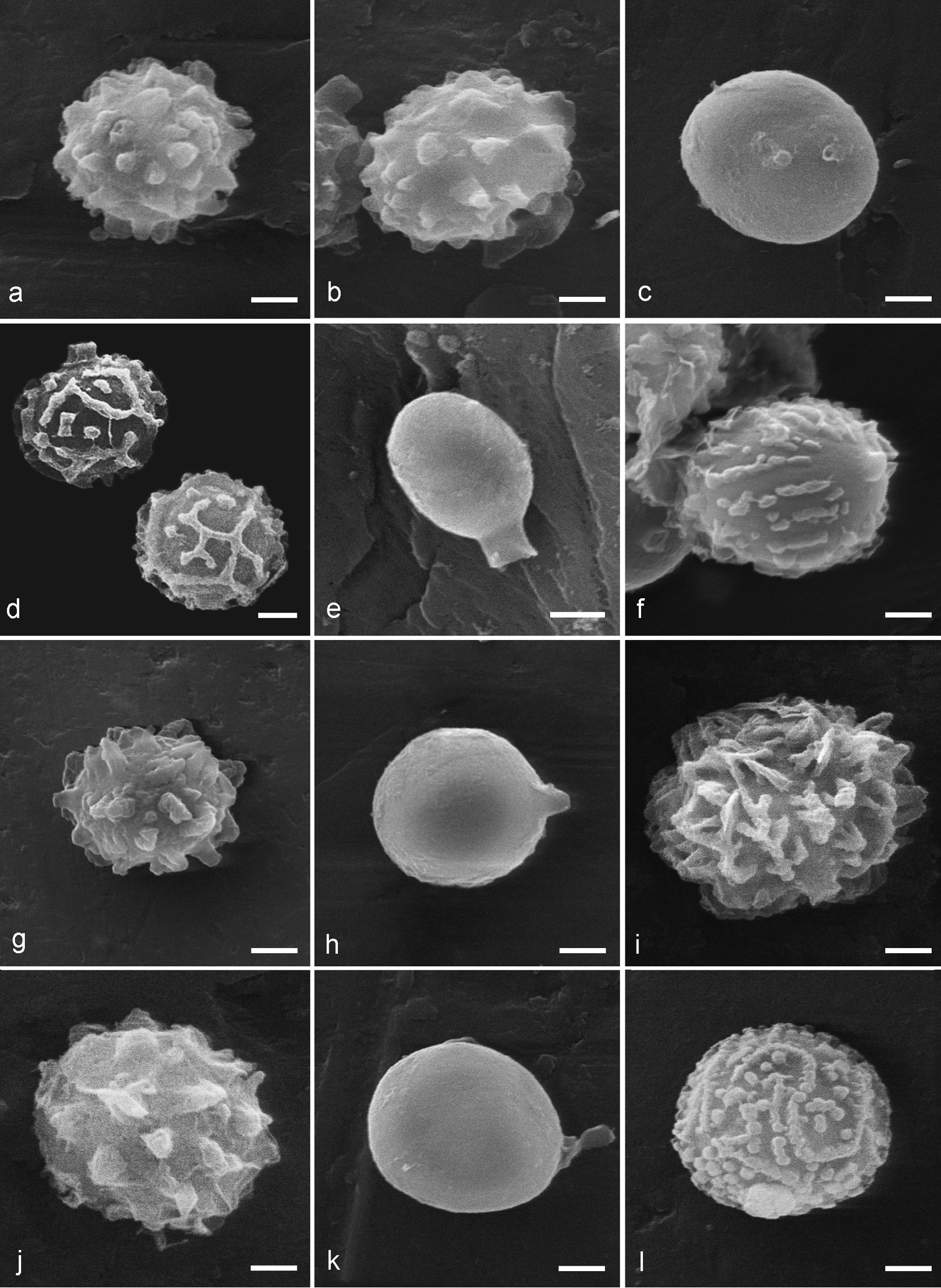
Zarodniki berłóweczki rudawej (i) i innych berłóweczek

Berłóweczka rudawa, pałeczka rudawa (Tulostoma melanocyclum Bres.) – gatunek grzybów z rodziny pieczarkowatych (Agaricaceae).

## Systematyka i nazewnictwo
Pozycja w klasyfikacji według Index Fungorum: Tulostoma, Agaricaceae, Agaricales, Agaricomycetidae, Agaricomycetes, Agaricomycotina, Basidiomycota, Fungi.
Po raz pierwszy opisał go Giacomo Bresàdola w 1958 r. W polskim piśmiennictwie mykologicznym gatunek ten opisywany był w 1991 roku przez Wandę Rudnicką-Jezierską jako pałeczka rudawa. Nazwę berłóweczka rudawa zaproponował Władysław Wojewoda w 2003 roku.

## Morfologia
Młody owocnik jest kulisty lub jajowaty i powstaje pod ziemią (hypogeicznie). W trakcie dojrzewania wykształca się trzon przebijający się ponad ziemię, a na jego szczycie powstaje kulista główka o średnicy 0,7–1,2 cm. Jej zewnętrzna warstwa (egzoperydium) jest cienka, błoniasta, o barwie od białawej do jasnoochrowej. Zazwyczaj dość długo utrzymują się na niej fragmenty podłoża. U dojrzałych owocników stopniowo odpada, odsłaniając cienkie i papierowate endoperydium o barwie popielatoochrowej, ochrowordzawej lub rdzawobrązowej, czasami białawej. Endoperydium pęka na szczycie rurkowatym ujściem o barwie brudnobrązowej lub ciemnoszarej. Brzegi ujścia dość długo pozostają równe. Trzon ma wysokość do 3,5 cm, średnicę około 0,4 cm, barwę od ochrowobrązowej przez kasztanową do ciemnobrązowej i pokryty jest przylegającymi łuseczkami. W stanie suchym jest bruzdowany, czasami nieco spiralnie skręcony. Gleba ochrowopomarańczowa.
Cechy mikroskopowe
Włośnia o grubości do 7 μm, prawie przezroczysta i bezbarwna, grubościenna, średnio rozgałęziona, ze zgrubieniami wokół przegród. Zarodniki kuliste, o średnicy 5–6,5 μm, brązowe, z wyraźnymi kolcami i brodawkami.

## Występowanie
Znane jest występowanie berłóweczki rudawej w niektórych krajach Europy, na Hawajach, Ameryce Północnej, w Mongolii i Indiach. W Polsce bardzo rzadki. Znane są 3 pewne, potwierdzone badaniami molekularnymi stanowiska oraz 5 wątpliwych. Nowe stanowiska podaje także internetowy atlas grzybów. W opracowaniu Czerwona lista roślin i grzybów Polski jest zaliczony do kategorii gatunków wymierających (E). Jego przetrwanie jest mało prawdopodobne, jeśli nadal będą istnieć czynniki zagrożenia. Znajduje się na listach gatunków zagrożonych także w Niemczech, Czechach i Anglii. W Polsce podlega ścisłej ochronie gatunkowej.
Grzyb saprotroficzny. Występuje na podłożach suchych, piaszczystych i gliniastych, wśród traw i porostów. Owocniki pojawiają się od wiosny do późnej jesieni. Grzybnia jest trwała, ale może wytwarzać owocniki nieregularnie, co kilka lat. Owocniki są trwałe przez długi czas.

## Gatunki podobne
Berłóweczka zimowa (Tulostoma brumale) odróżnia się jaśniejszym trzonem, barwą endoperydium oraz nieco mniejszymi zarodnikami.  Do identyfikacji gatunku niezbędna jest analiza cech mikroskopowych i badania molekularne. 